# Mortoniella macuta
Mortoniella macuta is een schietmot uit de familie Glossosomatidae. De soort komt voor in het Neotropisch gebied.